# 蚌埠公交120路
蚌埠公交120路，是中国安徽省蚌埠市的一条公交线路，由中医院开往东海路南，由蚌埠市公共交通集团有限公司运营、管理。

## 历史

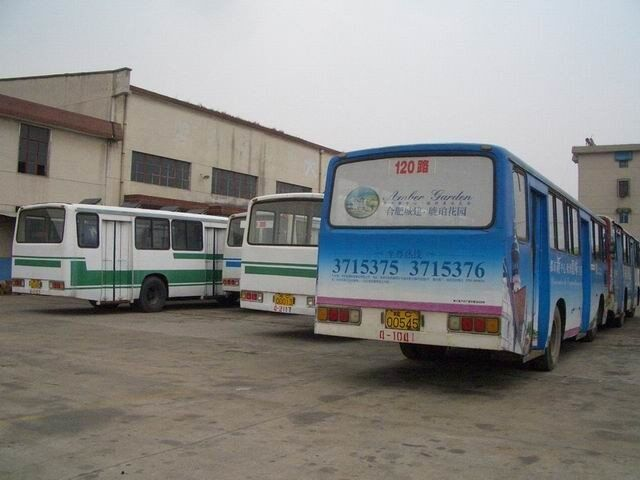
20世纪初的120路
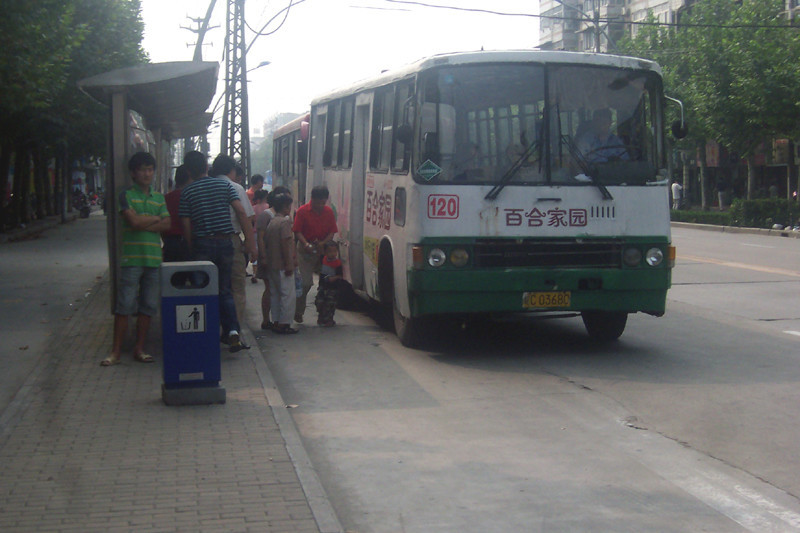
2005年公交改革后使用6921型的120路
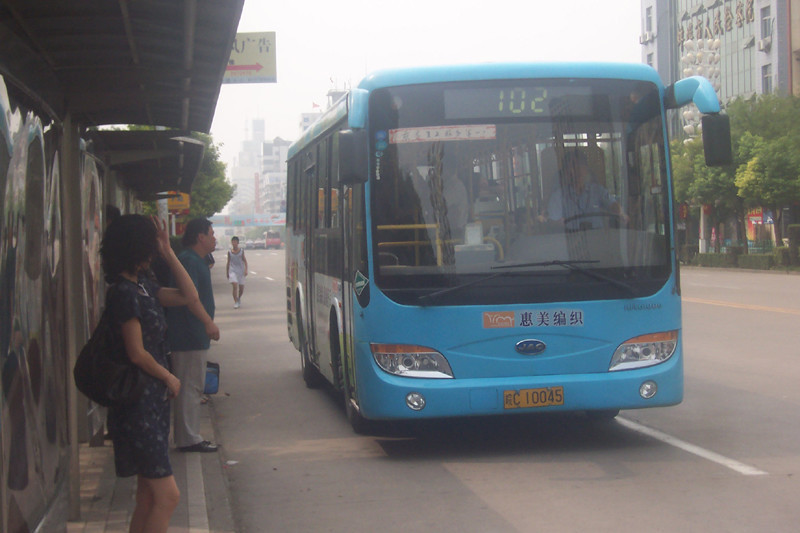
2007年120路曾使用过的江淮HK6100G型
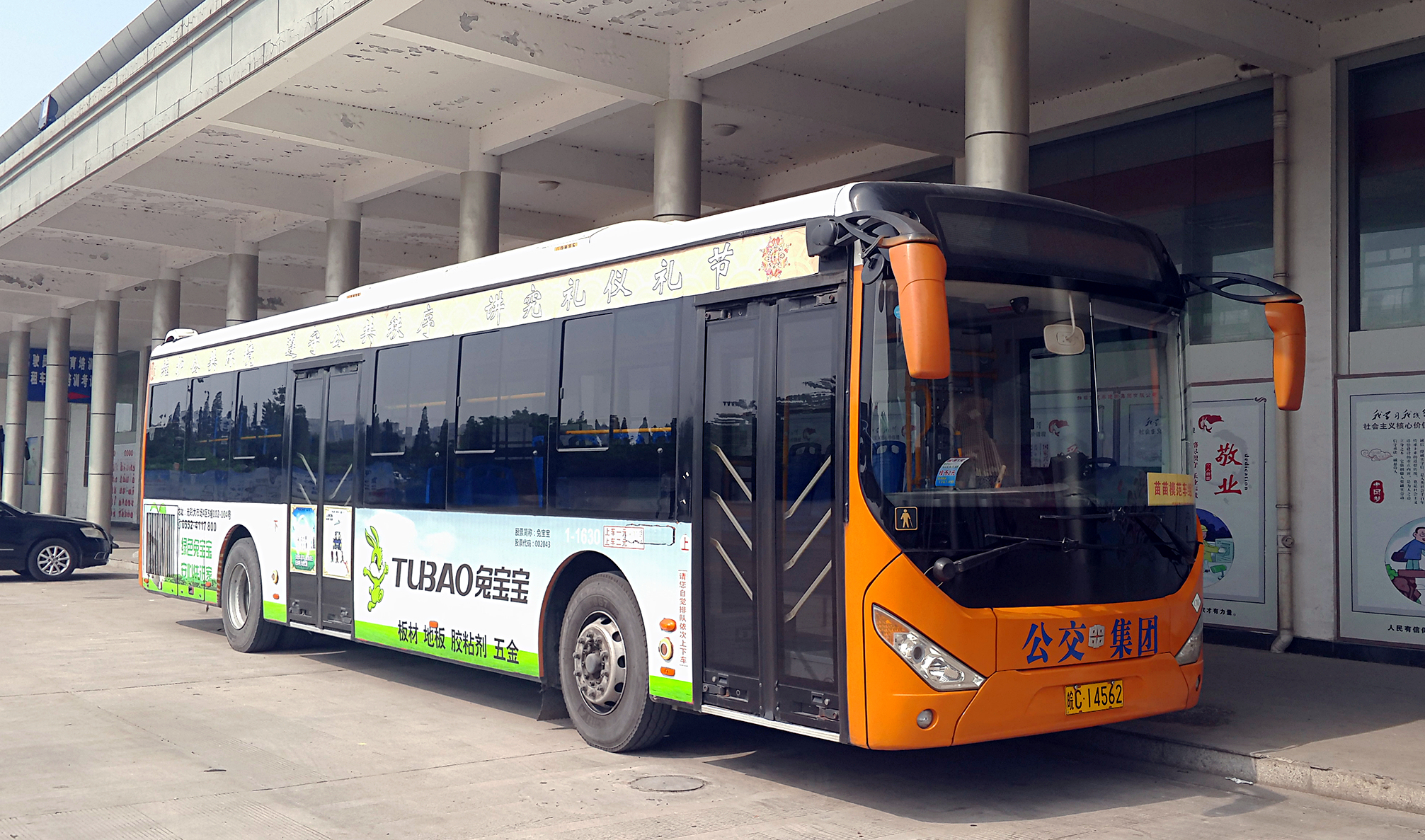
2012年最早使用空调车的120路
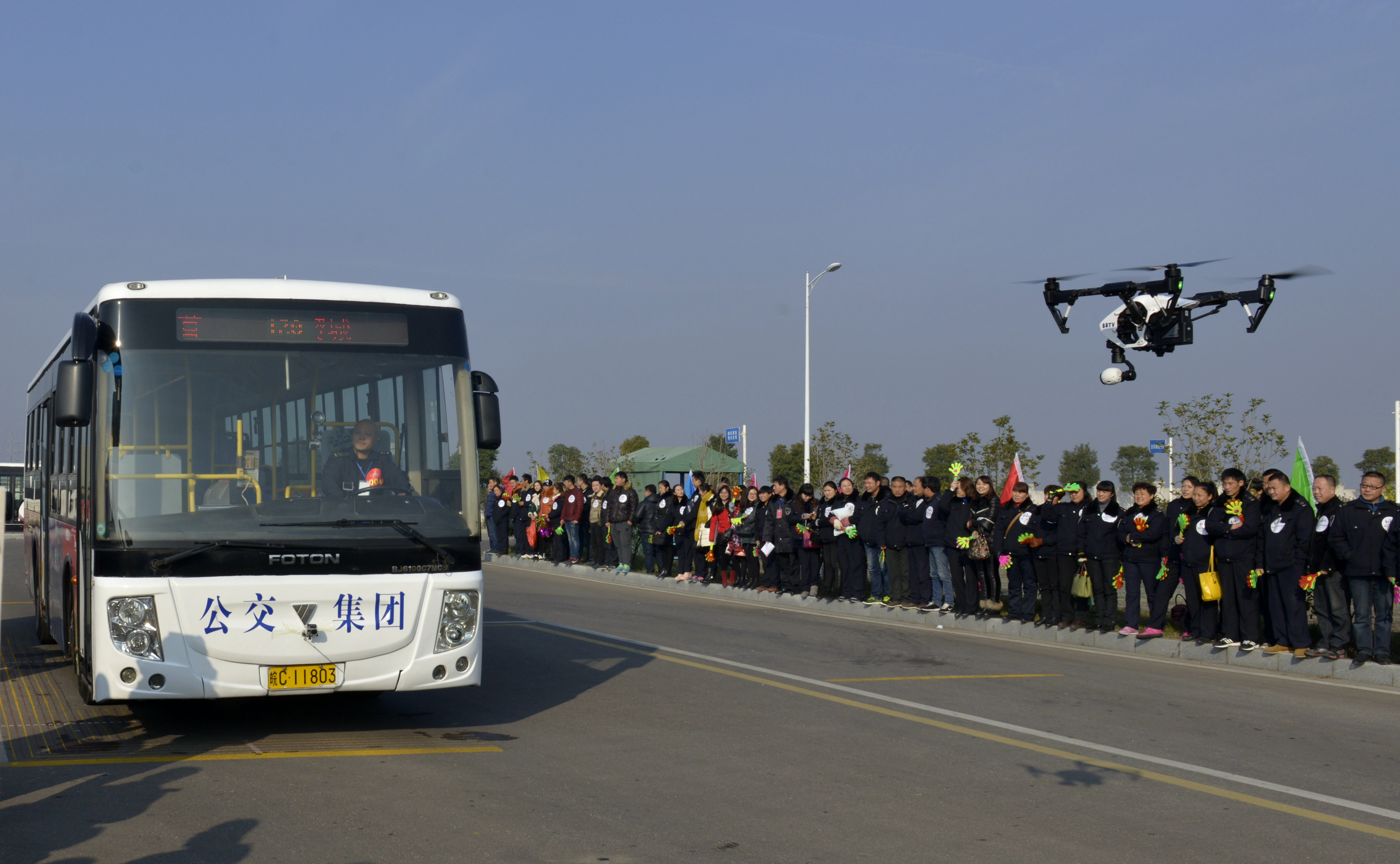
2015年120路福田BJ6100型参加驾驶竞赛
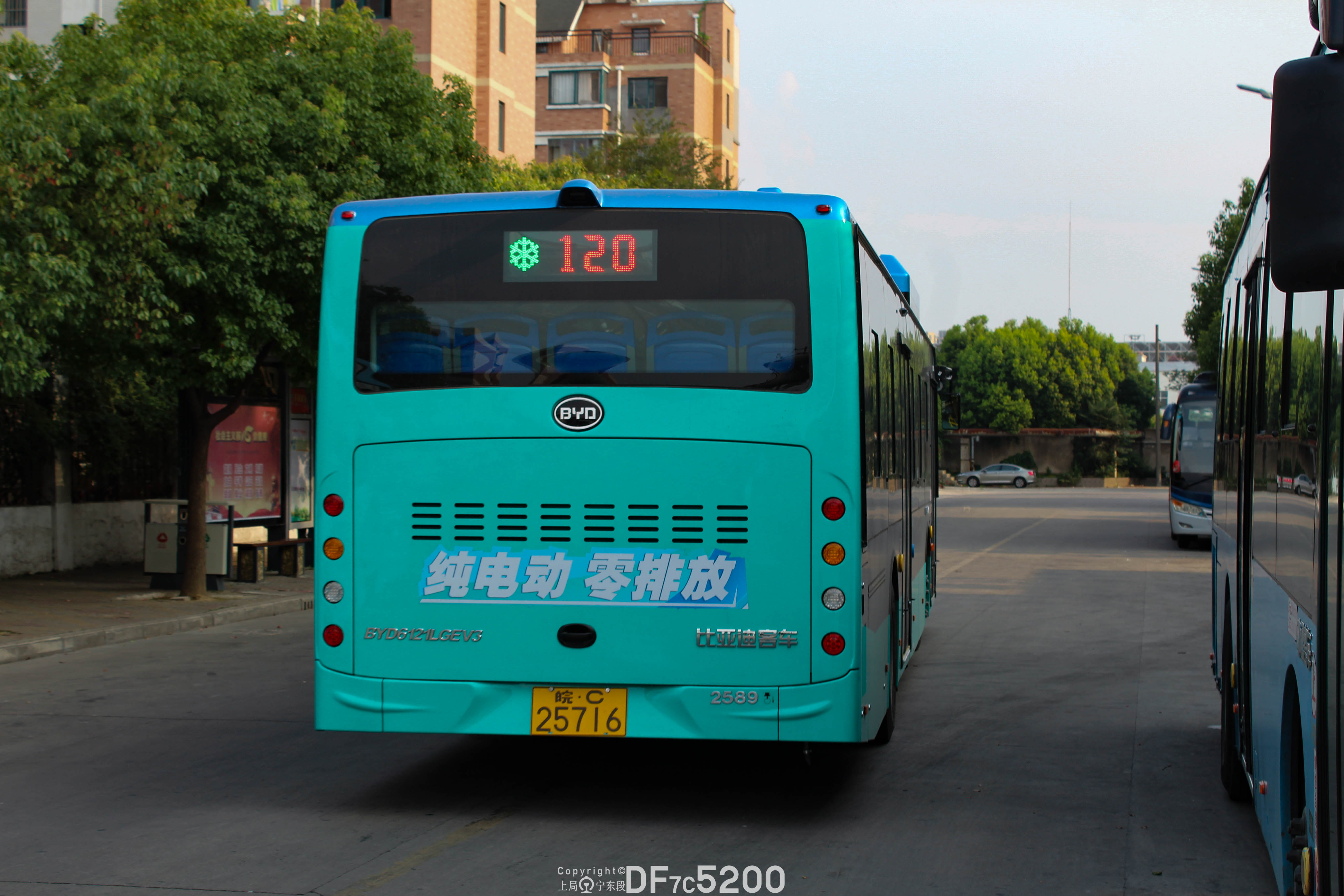
2017年7月开始使用比亚迪K9FE型的120路
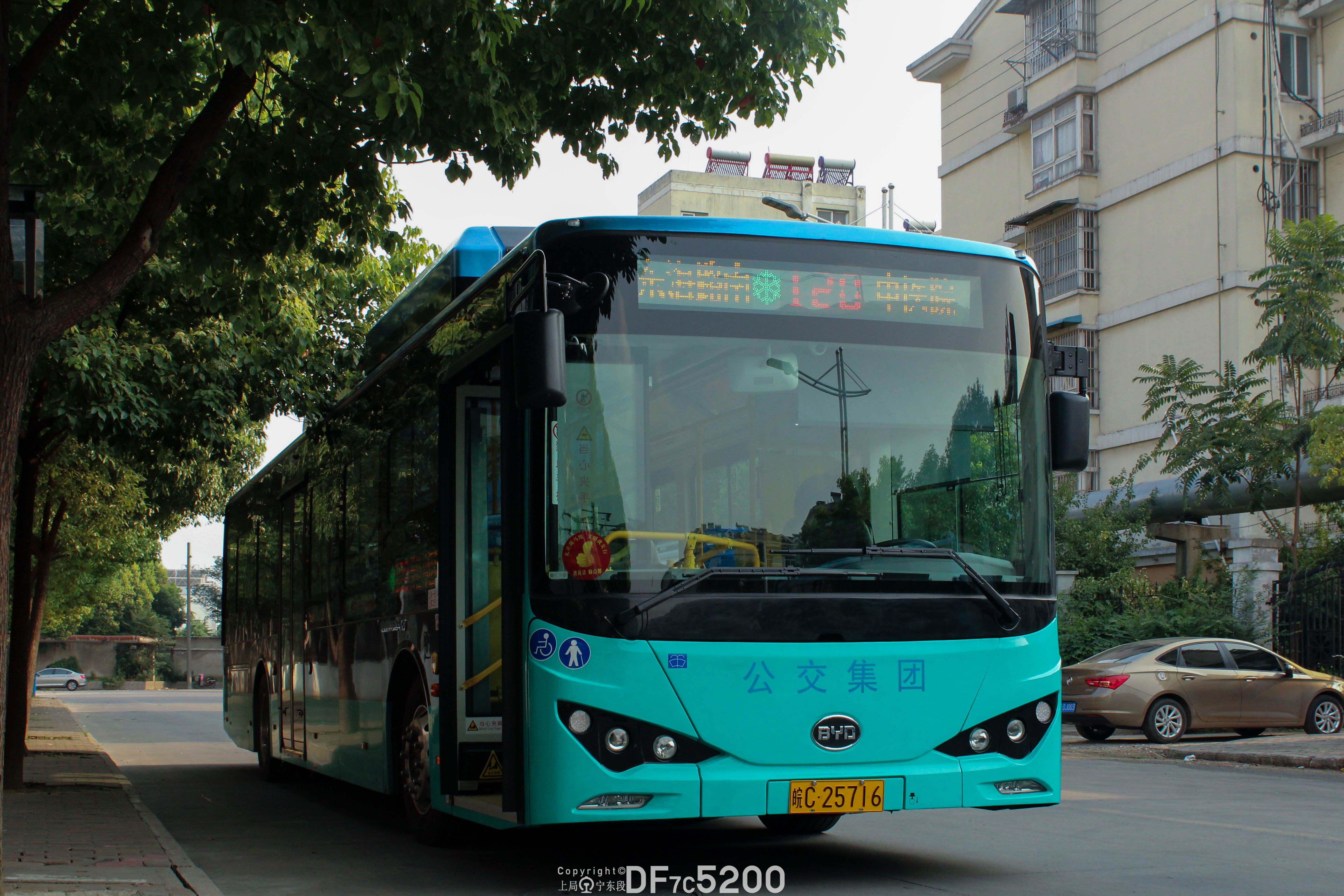
2017年7月开始使用比亚迪K9FE型的120路

- 1990年代，蚌埠公交公司开通20路公交，使用长江牌6151型铰接客车。这是现120路的前身。
- 2001年，蚌埠公交公司将新购置的长江·福来西宝10米柴油客车投入20路运营，并改用无人售票制。
- 2005年，蚌埠公交公司实行公交改革，20路变更为120路，并购置江淮HK6100G型10米柴油客车投入120路。[3][4]
- 2011年，蚌埠公交集团购置了最新一批中通LCK6125GC型空调车，投入120路。
- 2014年，蚌埠公交集团购置了安凯HFF6140G06CE5型14米三轴天然气空调车投入102路，因此102路原有的安凯HFF6124GZ-4型天然气空调车下放至120路运营。
- 2012年-2015年，随着蚌埠公交集团大批量购置空调车，诸多线路的天然气普通车下放至120路，将濒临报废的江淮柴油客车替换。这当中就包括福田BJ6100系列。
- 2017年，蚌埠公交集团为方便淮上区市民出行，将120路终点站延伸至中医院首末站，服务时间和收费不变。[5][6][7]
- 2017年7月，蚌埠公交集团购置200台比亚迪K9FE型纯电动空调车，其中20余台投放120路。[8][9]

## 站点

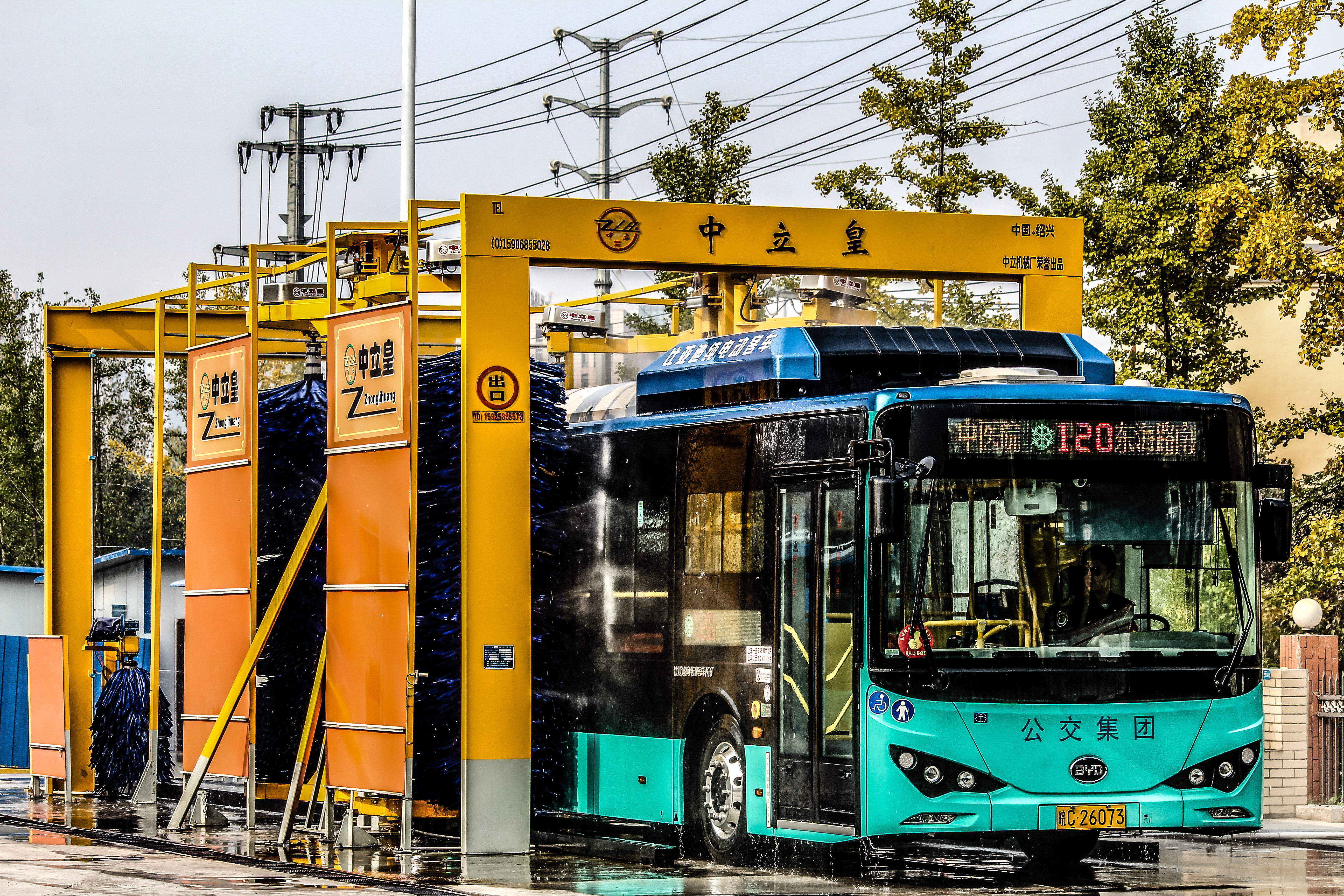
蚌埠公交120路在中医院首末站洗车

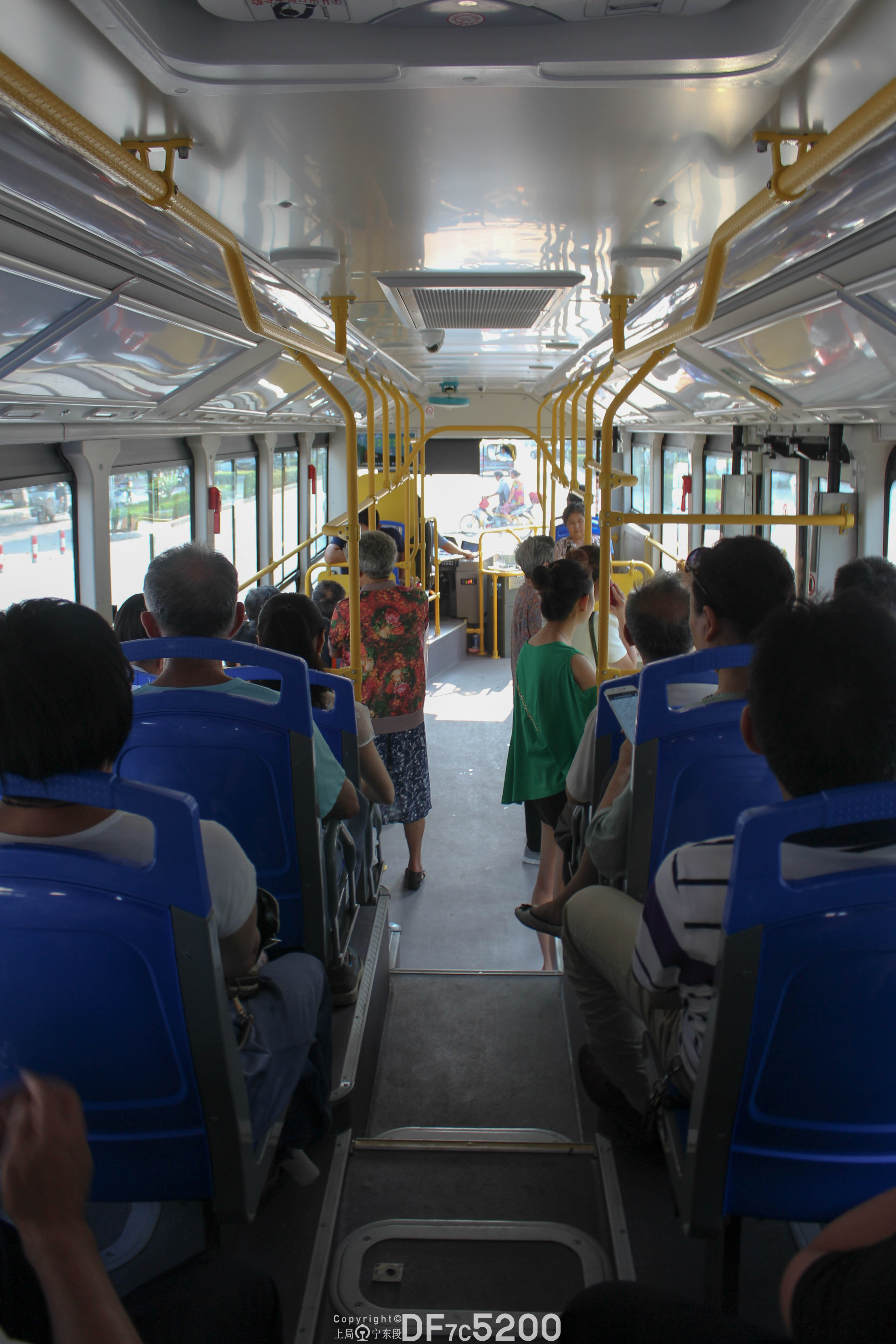
比亚迪K9客车内饰

### 途经站
- 往东海路南 ： 中医院首末站 - 昌隆街 - 职教园区 - 双墩路·解放路 - 通成国贸 - 交通局 - 解放路·新淮路 - 解放路立交桥北 - 电信公司 - 胜利五村 - 二实小 - 新新家苑 - 投资大厦 - 会展中心 - 沁雅花园北 - 涂山路·工农路 - 朝阳路第一小学 - 第一人民医院门诊部 - 禹会区政府·显臣中医骨科 - 张公山公园 - 翡翠山庄 - 锦江新天地 - 东海大道·张公山路 - 文锦路·东海大道 - 文锦路·兴中路 - 迎河·碧水湾 - 山南新村 - 东海路南[10]

- 往中医院首末站 ： 东海路南 - 山南新村 - 迎河·碧水湾 - 文锦路·兴中路 - 文锦路·东海大道 - 东海大道·张公山路 - 锦江新天地 - 翡翠山庄 - 张公山公园 - 禹会区政府·显臣中医骨科 - 第一人民医院门诊部 - 朝阳路第一小学 - 涂山路·工农路 - 沁雅花园北 - 会展中心 - 投资大厦 - 新新家苑 - 二实小 - 胜利五村 - 电信公司 - 解放路立交桥北 - 解放路·新淮路 - 交通局 - 通成国贸 - 双墩路·解放路 - 职教园区 - 昌隆街 - 中医院首末站[11][12]

### 换乘站
以下内容均统计自：蚌埠市公共交通集团有限公司营运线路一览表
- 文锦路·兴中路 ： 133路
- 文锦路·东海大道 ： 133路
- 东海大道·文锦路 ： 133路 156路
- 东海大道·张公山路 ： 123路 133路 138路 209路
- 锦江新天地 ： 133路 156路
- 翡翠山庄 ： 133路 中科电力专线
- 张公山路 ： 133路 中科电力专线
- 张公山公园 ： 111路
- 禹会区政府·显臣中医骨科 ： 102路 104路 111路 121路 150路
- 第一人民医院 ： 101路 102路 104路 110路 111路 119路 微1路 302路
- 朝阳路第一小学 ： 104路 110路 111路 119路 121路 135路 150路
- 涂山路·工农路 ： 111路 126路
- 沁雅花园北 ： 123路
- 会展中心 ： 102路 109路 123路 150路
- 新新家苑 ： 117路 环线1路
- 二实小 ： 117路 环线1路
- 胜利五村 ： 105路 108路 116路 159路
- 电信公司 ： 105路 108路
- 解放路立交桥北 ： 115路 127路 129路 207路 208路 222路
- 解放路·新淮路 ： 118路 127路
- 交通局 ： 109路 111路 112路 118路 127路 K321路 202路 204路 206路
- 通城国贸 ： 109路
- 双墩路·解放路 ： 112路 119路 127路 202路 204路

## 票价
- 未持卡乘客普通车投币1元，空调车投币2元。
- 持普通电子钱包卡普通车0.9元/次，空调车1.8元/次。
- 持学生月票卡普通车0.18元/次，成人卡0.36元/次，空调车加1元。
- 持老人卡、拥军卡、爱心卡的乘客免费乘车。[13]

## 资料来源
1. ↑  .   [2017-06-15]. （原始内容存档于2019-08-22）.
2. ↑  .   [2017-06-14]. （原始内容存档于2017-08-02）.
3. ↑  .   [2017-08-20]. （原始内容存档于2020-10-31）.
4. ↑  .   [2017-08-20]. （原始内容存档于2019-07-24）.
5. ↑  .   [2017-06-14]. （原始内容存档于2017-07-31）.
6. ↑  .   [2017-06-14]. （原始内容存档于2017-07-07）.
7. ↑  .   [2017-06-14]. （原始内容存档于2017-08-01）.
8. ↑  .   [2017-07-04]. （原始内容存档于2019-07-23）.
9. ↑  .   [2017-07-04]. （原始内容存档于2017-07-31）.
10. ↑  .   [2017-06-15]. （原始内容存档于2019-10-12）.
11. ↑  .   [2017-06-14]. （原始内容存档于2017-07-08）.
12. ↑  .   [2017-06-14]. （原始内容存档于2018-06-17）.
13. ↑  .   [2017-06-17]. （原始内容存档于2018-03-09）.